# Франк Робинсън
Франк Мейсън Робинсън (на английски: Frank Mason Robinson) е американски финансист, секретар и счетоводител на „Пембъртън Кемикъл Къмпани“, собственост на Джон Пембъртън - създател на напитката Кока-Кола.
Д-р Джон Пембертън експериментира с формулата, която включва листа от кока, и наречена първоначално „кокауайн“ (комбинация от вино и кокаин), а по-късно - „Кока с френско вино на Пембъртън“. В началото тя е продавана като лекарство срещу главоболие по пет цента на чаша в автоматите за газирани напитки, които стават популярни в САЩ по това време.
Франк Робинсън Мейсън измисля името „Кока-Кола“, като то по-късно става най-известната търговска марка в света.